# Erannis testacearia
Erannis testacearia là một loài bướm đêm trong họ Geometridae.